# Denis Nikolajewitsch Woronenkow

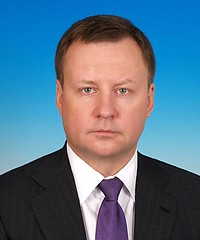
Denis Nikolajewitsch Woronenkow

Denis Nikolajewitsch Woronenkow (russisch Денис Николаевич Вороненков; * 10. April 1971 in Gorki; † 23. März 2017 in Kiew) war ein russischer Jurist, Politiker (KPdRF) und Abgeordneter der Duma.

## Leben und Politik
Denis Woronenkow absolvierte 1988 die Suworow-Militärschule des Innenministeriums der UdSSR in Leningrad (heute Sankt Petersburg). 1995 schloss er mit Auszeichnung die Prinz-Alexander-Newski-Universität in Moskau ab. Einen weiteren Abschluss erwarb er 1996 von der juristischen Fakultät der Staatlichen Sergei Jessenin Universität Rjasan.
Zwischen 2000 und 2005 war Woronenkow als stellvertretender Bürgermeister von Narjan-Mar, der Hauptstadt des Autonomen Kreises der Nenzen tätig. Anschließend arbeitete er bis 2009 in der Föderalen Behörde für Drogenkontrolle Russlands.
Woronenkow war Mitglied der Kommunistischen Partei Russlands (KPdRF) und seit 2011 Abgeordneter der Duma. In dieser Eigenschaft stimmte er für die Annexion der Krim. Später erklärte er jedoch, er sei in der damaligen Sitzung nicht anwesend gewesen und ein anderer Abgeordneter habe seine Stimmkarte verwendet.
Er war seit 2015 verheiratet mit Marija Petrowna Maksakowa-Igenbergs (Künstlername Marija Maksakowa), einer deutsch-russischen Opernsängerin und ehemaligen Politikerin der Partei Einiges Russland. Sie war von 2011 bis 2016 Abgeordnete der Duma. Das Ehepaar hat ein Kind. Ende 2014 wurden Ermittlungen gegen Woronenkow im Rahmen eines Korruptionsverfahrens aufgenommen.
Ende 2016 floh Woronenkow mit seiner Familie in die Ukraine. Dort erhielt er im Dezember 2016 die ukrainische Staatsbürgerschaft. In einem Fernsehinterview gab er an, er habe dem russischen Präsidenten Putin von der Annexion der Krim abgeraten. Außerdem kritisierte Woronenkow immer wieder die russische Regierung und bezeichnete die Annexion der Krim durch Russland als illegal. 
Für die ukrainische Führung war er ein wichtiger Zeuge im laufenden Verfahren gegen den 2014 nach Russland geflohenen Ex-Präsidenten Wiktor Janukowytsch.

## Ermordung
Denis Woronenkow wurde am 23. März 2017 im Zentrum von Kiew im Rajon Schewtschenko vor dem Palast-Hotel erschossen. Seinem Leibwächter gelang es, den Schützen zu verletzen. Beide wurden ins Krankenhaus eingeliefert, wo der Attentäter kurze Zeit später starb.